# 篠田拓馬
篠田 拓馬（しのだ たくま、1993年3月24日 - ）は、埼玉県出身の日本の元俳優。淑徳中学校・高等学校卒業。元ホリプロ所属。

## 概要
1998年、『史上最悪のファミリー』で子役デビュー。
2000年、『私の青空』での北山太陽役で一気に知名度が上がった。
2007年の『水戸黄門』第37部の第8話に出演したのを最後にメディアへの登場がなかった。
現在は芸能界を引退。日本大学松戸歯学部を卒業後、歯科医師として勤務している。

## 出演作品

### テレビドラマ
- Shin-D「史上最悪のファミリー」（1998年、日本テレビ）
- 遠い親戚近くの他人?（1999年、NHK総合）
- ママチャリ刑事（1999年、TBS）
- ハッピー 愛と感動の物語（1999年、テレビ東京） 馬場拓也役
- 連続テレビ小説「私の青空」（2000年、NHK総合） 北山太陽役
- 月曜ドラマシリーズ「私の青空2002」（2002年、NHK総合） 北山太陽役
- 木曜ドラマ「電池が切れるまで」（2004年、テレビ朝日） 小林修平役
- 金曜ナイトドラマ「雨と夢のあとに」第5話（2005年、テレビ朝日） 梅津智也役
- 幸せになりたい!（2005年、TBS） 浅田武史役
- プレミアムステージ「逃亡者 木島丈一郎」（2005年、フジテレビ） 吉村遼役
- 水戸黄門 第37部（2007年 TBS・C.A.L）第8話「嘘泣き父子の二人旅・久保田」 正吉役

### その他テレビ番組
- コメディーお江戸でござる（2001年 - 2004年、NHK総合）
- コメディー道中でござる（2004年 - 2005年、NHK総合）

### 映画
- お受験（1999年、松竹）
- 三文役者（2000年、東京テアトル）
- EPISODE 2002 STEREO FUTURE（2002年、東北新社）
- UDON（2006年、東宝）

### CM
- 永谷園
- 日本生命
- ヤヨイ化学工業
- NTTコムウェア
- 都市基盤整備公団
- 農林水産省